# نورمن دیویس
نورمن دیویس (انگلیسی: Norman Davies؛ زادهٔ ۸ ژوئن ۱۹۳۹ ‏(۸۵ سال)) دانشمند در زمینه تاریخ اهل بریتانیا است.
وی همچنین برندهٔ جوایزی همچون گلوریا آرتیس و نشان عقاب سپید (لهستان) شده‌است.